# Grimmark (groupe)
Grimmark est un groupe suédois de hard rock, originaire de Jönköping. Il s'agit d'un projet parallèle du guitariste Carl Johan Grimmark, avant tout connu pour faire partie du groupe Narnia. Le groupe ne compte qu'un seul album studio en date, publié en 2007, et ne donnera plus signe de vie.

## Biographie
Grimmark est formé en 2007 à Jönköping par le musicien suédois Carl Johan Grimmark, connu pour être le guitariste du groupe chrétien de power metal mélodique Narnia. Pour ce projet en solo, CJ Grimmark s'entoure de Jan S Eckert de Masterplan à la basse et de Peter Wildoer de Darkane à la batterie. 
Leur album éponyme, et seul album en date, Grimmark, est publié en août 2007 sous le label suédois Rivel Records, dirigé par Christian Rivel, qui n'est autre que le chanteur principal de Narnia. L'album est positivement accueilli par la presse spécialisée,,,,,.

## Membres
- Carl Johan Grimmark - guitare, clavier, chant
- Jan S Eckert - basse
- Peter Wildoer - batterie

## Discographie
- 2007 : Grimmark